# 광문고등학교 (경기)
광문고등학교(光文高等學校)는 대한민국 경기도 광명시 광명동에 있는 공립 고등학교이다.

## 학교 연혁
- 1996년 1월 14일 : 광문고등학교 설립 인가(36학급)
- 1997년 3월 1일 : 초대 정황섭 교장 취임
- 1997년 5월 4일 : 개교식(12학급)
- 2020년 9월 1일 : 2020온라인 교과서 선도학교 선정
- 2022년 3월 1일 : 인공지능(AI)교육 선도학교 선정 (2022~2023)
- 2022년 3월 1일 : 정보교과특성화학교 선정 (2022~2024)
- 2022년 3월 1일 : 지역기반 민주학교(2기) 선정 (2022~2024)
- 2023년 3월 1일 : 디지털 시민역량교육 학교 선정 (2023~2024)
- 2023년 3월 1일 : 2023미래형 교과서 선도학교 선정
- 2023년 9월 1일 : 제8대 배은숙 교장 취임
- 2023년 12월 22일 : 제25회 졸업 264명(총 10,901명 졸업)
- 2024년 3월 1일 : 2024디지털기반 교육혁신 선도학교
- 2024년 3월 4일 : 신입생 308명 입학

## 참고 자료
- 광문고등학교 - 한국교육학술정보원 학교알리미